# 黎中宗
黎中宗（越南语：／，1535年—1556年3月5日（順平八年正月二十四）），名黎暄（越南语：／），《明史》称黎宠。他是越南后黎朝第十四代皇帝，复兴后黎朝的黎庄宗的長子。元和十八年（1548年），黎庄宗去世，十四岁的黎暄在清化继位，改元顺平。权臣郑检主持朝政。順平八年（1556年），二十二岁的黎暄驾崩，庙号中宗，没有儿子。郑检拥立后黎朝开国皇帝黎利的哥哥黎除的五世孙黎维邦做皇帝。太祖黎利一脉就此断绝，他的后代再也没有做皇帝。

## 評價
《大越史記全書》:「帝委任忠謀，剿誅潜篡，可謂有帝王之略。然享齢不久，先王境土，未盡克復，惜哉。」

## 年号
- 順平 1549年—1556年